# Simone Bartel
Pour les articles homonymes, voir Bartel.
Simone Bartel, née Simonne Lacrampe-Peyroutet à Lourdes, le 8 août 1922, et morte à Malaussanne, le 21 décembre 2014, est une chanteuse française.
Plusieurs fois lauréate du prix Charles-Cros, engagée, elle chante et met en musique avec son orchestrateur, André Grassi, de nombreux textes écrits par d'autres et reprend à son répertoire d'anciennes chansons véhiculant des valeurs qu'elle entend défendre.

## Éléments biographiques

### Famille
Simonne Lacrampe-Peyroutet voit le jour à Lourdes, le 8 août 1922, son père, Bernard, est mécanicien pour la poste aérienne et sa mère, Suzanne, est infirmière. Elle a un frère, Roger. Durant la guerre, son père est résistant au sein des FTP. Simone Bartel qualifie ses parents de libres penseurs, ce qui lui permet de s'émanciper très tôt de sa famille en fréquentant, dès l'âge de dix-huit ans, les auberges de jeunesse.

### Choriste
En 1950, elle rejoint la chorale des auberges de jeunesse « Chantons au vent ». Encouragée par la chanteuse d'opéra Denise Dupleix, elle envisage de plus en plus sérieusement une carrière solo. 
La même année, elle participe à la fondation du groupe Spartacus, compagnie de comédiens amateurs. Claude Quillian, l'assistant de Marcel Carné, aide la troupe à monter L'Homme et sa liberté de Chris Marker,,. La troupe reçoit le « Prix des jeunes compagnies »,.
En 1951, elle rencontre Fréhel : « tu chantes bien petite tu sais qui je suis? et moi je répond "non". Je suis Fréhel ! Eh bien pour toi je vais te chanter « la valse bleue »[sic] ».

### Chanteuse de cabaret
Amatrice confirmée, elle est alors à la croisée des chemins : arrêter ou se professionnaliser ? C'est cette seconde option qu'elle retient en prenant des cours de chant avec Odette Soumaille (leur collaboration durera vingt ans). Pour la première fois, elle débute au cabaret « L'Échanson ». C'est à cette époque qu'elle rencontre Roger Hanin et Gérard Darrieu qui l'aident à monter un spectacle à « L'Arlequin » à Saint-Germain-des-Prés. Elle fréquente également Montmartre.
Dès 1955, Simone Bartel commence à se produire dans les cabarets « rive gauche » : Chez le p'tit père Moineau, à La Colombe, à L'Écluse, à La Peau de vache, à la Galerie 55, à la Rotisserie de l'Abbaye et au Port du Salut,.
En 1958, chez Milord l'Arsouille, elle chante aux côtés de Serge Gainsbourg. C'est à cette époque qu'elle enregistre ses premières chansons dont « Douze belles dans la peau » écrite par Serge Gainsbourg.
Une collaboration durable se noue avec André Grassi qui devient son orchestrateur.
Elle se produit également à la télévision, elle interprète ainsi Le Bal de Meudon à l'émission Discorama du 1er juillet 1960,. En 1966, elle se produit en présence de Pierre Mac Orlan avec la chanson intitulée À Sainte-Savine.

### Chanteuse engagée
Elle interprète de nombreuses chansons à texte dont les auteurs sont Serge Gainsbourg, Jean Anouilh, Paul Fort, Léo Ferré, Mac Orlan, Anne Sylvestre, Pierre Seghers, Luc Bérimont et se tient résolument à distance du Show-bizz. Elle chante également pour les déshérités de la Terre, les ouvriers, les ouvrières et les anarchistes. On la retrouve en 1969, au Gala annuel du Monde Libertaire aux côtés de Claude Nougaro et de Marc Ogeret. En 1970, elle chante les textes de Jean Baumgarten pour la paix au Viêt Nam, les quatre chansons font l'objet d'un disque édité en 1972 par le Cercle du disque socialiste.
Simone Bartel chante également en RDA, en Belgique, en Suisse, en Italie, en Algérie, à Hassi Messaoud. Elle chante à bord du France les chansons de son album « Chansons bêtes » écrites par Jean Anouilh : « un grand moment que de servir à ces passagers leur propre portrait, passé à la moulinette critique de Jean Anouilh, en temps réel et sur le plus luxueux bateau qui fut en Europe ! ».
En 1971, lors du Centenaire de la Commune de Paris, elle chante à la Gaîté-Montparnasse, accompagnée d'André Grassi, tout un répertoire de chansons communardes dont « La Commune »,, sur la musique de la chanson Les Carriers du chansonnier Pierre Dupont. Elle enregistre la même année certaines de ces chansons pour l'illustration sonore du film documentaire de long-métrage, La Commune de 1871, réalisé par Cécile Clairval-Milhaud,,.
Elle se produit à Besançon, en juin 1973 avec Marcel Mouloudji en soutien à la grève des ouvriers et des ouvrières de l'usine Lip,.
En juillet 1974, dans le cadre du Festival de Vaison-la-Romaine, elle joue, à Carpentras, le rôle d'Eurydice dans l'Antigone de Jean Anouilh, sous la direction de son mari Gérard Dournel,.
En 1975, dans le cadre de l'association Les amis de Louis Lecoin : le Réfractaire, elle prend part à un gala de solidarité aux réfractaires et insoumis.
Elle chante également une chanson sur le monde des mineurs, Le Grisou, chanson de Jules Jouy écrite en 1887 sur l’air du Furet du bois joli, extraite de l'album 33 tours Chansons du sang passé (Discothèque de Radio France).
Simone Bartel écrit : « J’ai eu le bonheur de rencontrer Léo Ferré, qui m’a donné de très belles chansons ; Boris Vian, Boby Lapointe, Jean-Roger Caussimon… Avec Mac Orlan, quand je n’allais pas bien, je me rendais chez lui ; alors il me racontait des voyages qu’il n’avait jamais faits, comme il se doit, et il me remontait le moral. »

## Réception
Simone Bartel reçoit des critiques positives, parmi celles-ci :

« Simone Bartel se donne une allure de statue d'argile, délibérément neutre, avec des mouvements économes. Tout est dans la voix, dans ses émotions, ses violences, ses brisures. Elle ne parle pas d'elle, elle se sert de Brecht, Aragon, Caussimon, Montehus, Jean-Baptiste Clément - entre autres - pour chanter son regard sur l'humanité, sur la peur, la misère, l'amertume, la résignation, la révolte, la guerre. Sur l'indéracinable plaisir de vivre. Des chansons dites " à texte " qui se relient comme les épisodes d'une histoire toute simple, universelle. »

— Colette Godard, 1983.

« Simone Bartel est artiste parce que Simone Bartel a une âme. Ne croyez pas que ce soit courant. Ça n’est arrivé qu’à quelques-uns. Une dizaine en tout. Les grands.
Nous ne nous connaissons pas. Ça m’est égal. Je ne veux pas la voir, je veux l’entendre. Pourquoi ? Parce que dans sa voix il y a non seulement le talent — trop de gens ont du talent — mais il y a quelque chose qui s’appelle tout bonnement la Vie. Et la vie c’est quoi ? Des choses aussi banales et aussi terribles que l’espoir, l’amour, la détresse, la poésie et, en général, tout ce qui vous transfigure, vous donne à vous aussi une âme et vous fait percevoir qu’au-delà de la minute présente, il existe un monde impalpable. Vaste et sauvage comme la Vie. »

— Louis Calaferte, 1961.

## Galerie

Simone Bartel et Katharina Renn photographiées par Wim van Rossem à Scheveningen aux Pays-Bas, le 28 juin 1961.
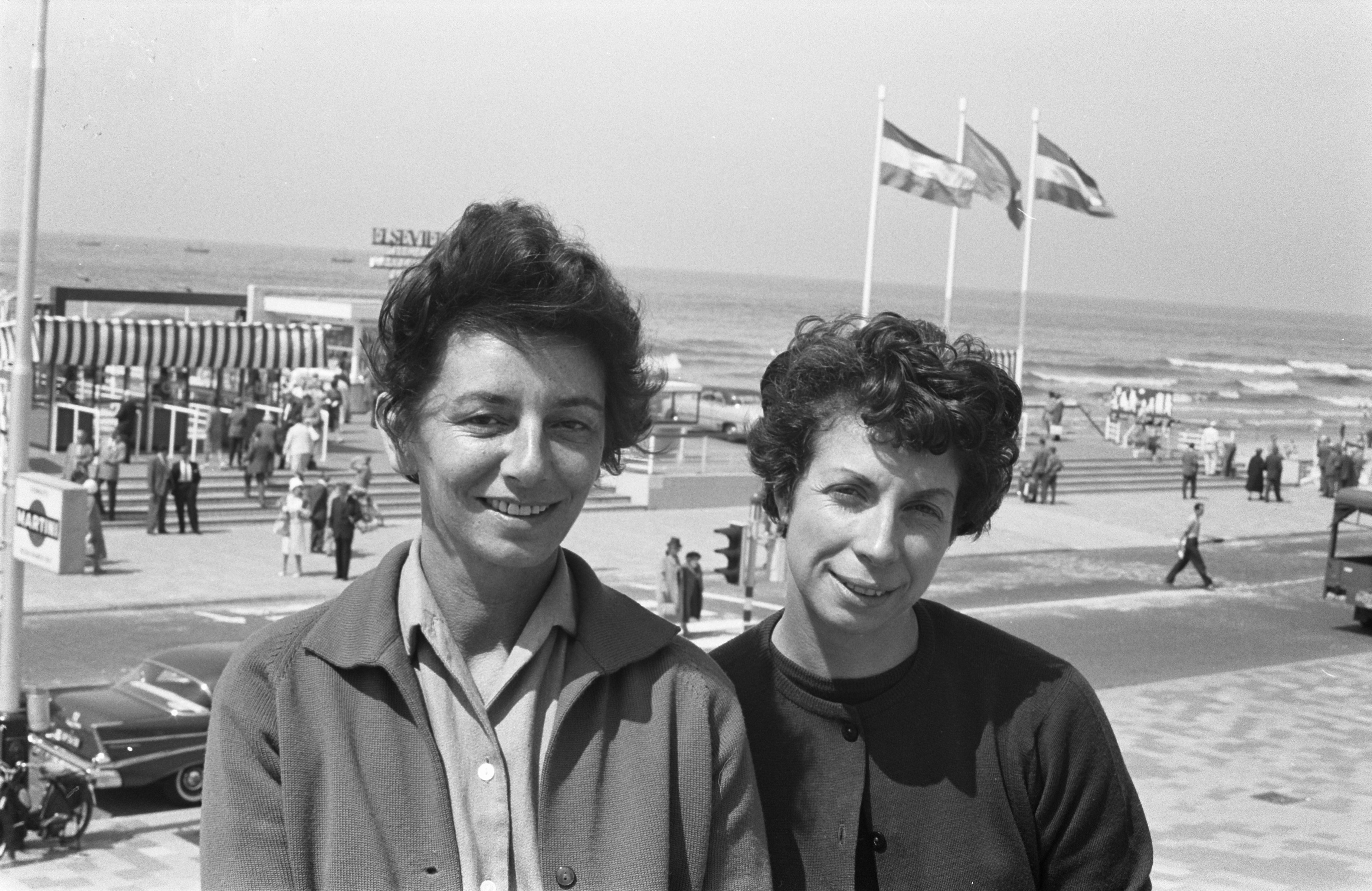
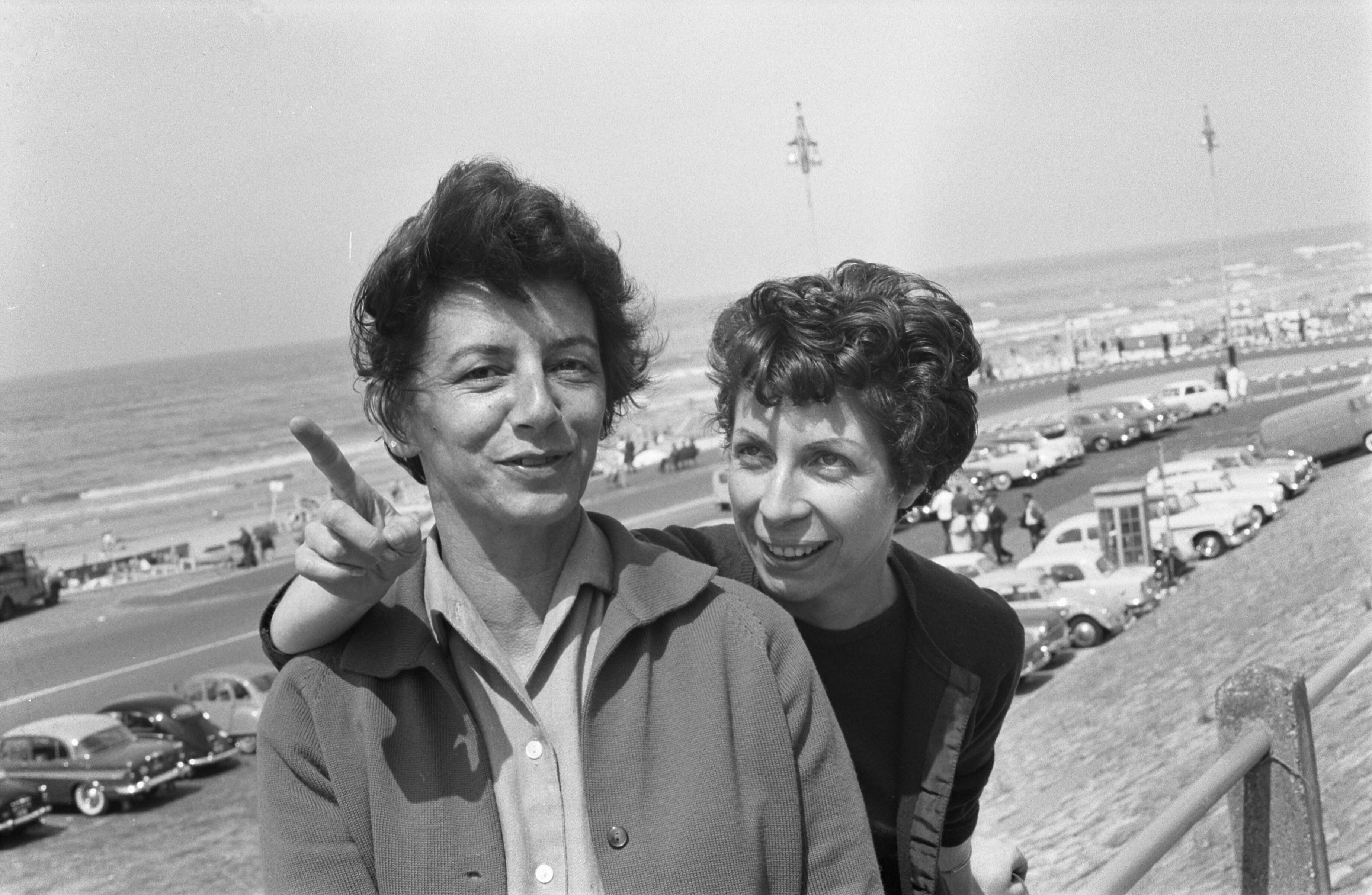
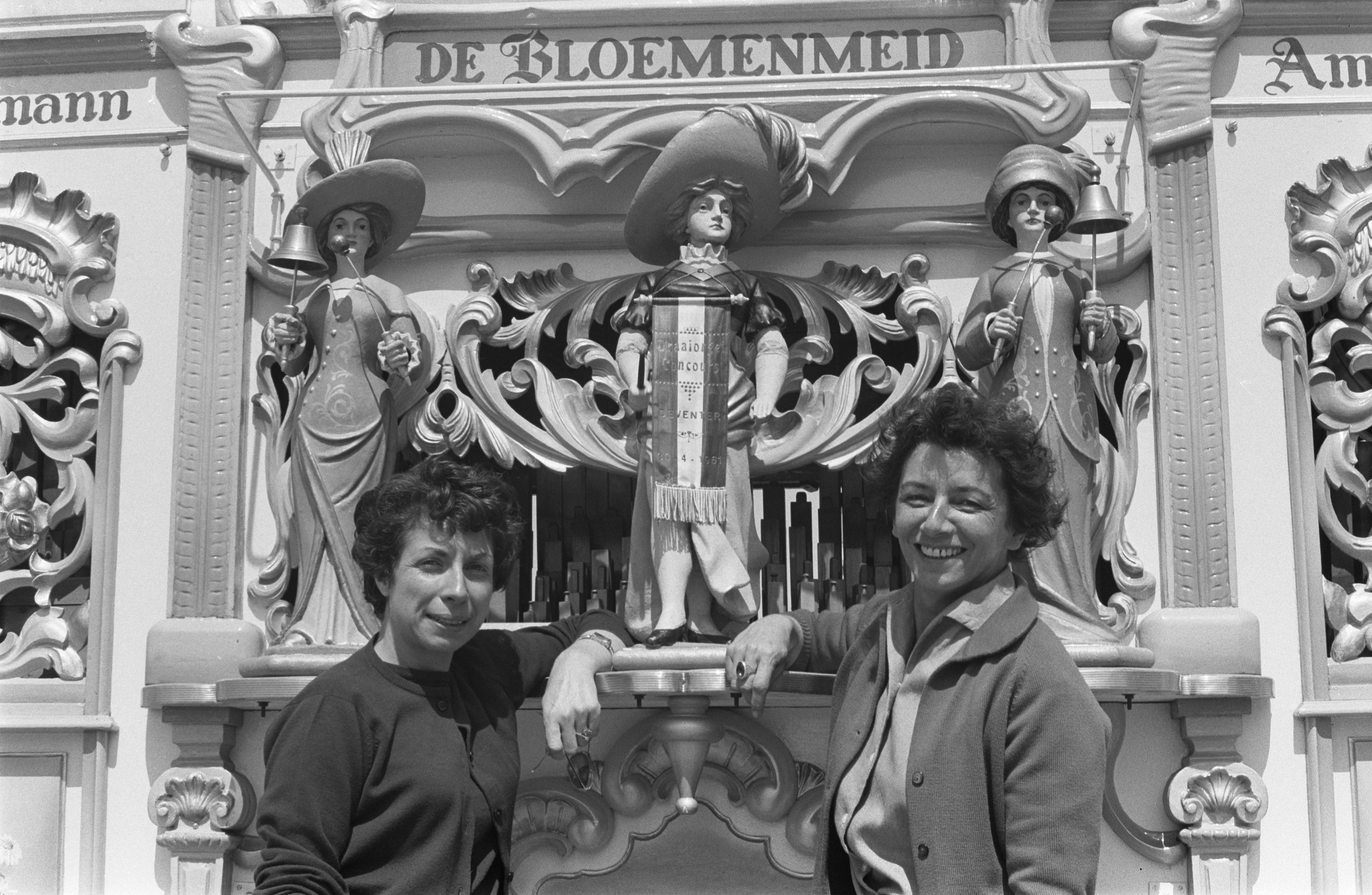

- [Notes 1]

### Vie privée
Simone Bartel d'un premier mariage donne naissance à une fille, Danielle. Elle rencontre ensuite l'acteur et metteur en scène Gérard Dournel avec lequel elle a un fils, Bernard (qui chante avec elle et fait la couverture de son album de chants de Noël « Maman chante Noël avec moi »).
Simone Bartel meurt à Malaussanne, le 21 décembre 2014, à l'âge de 92 ans.

## Distinctions
En 1966, Simone Bartel est lauréate du prix Charles Cros pour son album « Chansons du sang passé »,,. Elle est une seconde fois lauréate du Prix Charles Cros en 1988 pour son disque : La Résistance, ses chants et ses poètes.

## Discographie
Simone Bartel enregistre de nombreux disques, notamment :
- 1958 :
  - La Belle de mai, BAM[30] :
    - L'Amour, paroles de Léo Ferré
    - Poème d'amour, paroles Yves Alain et Alec Siniavine.
    - La Belle de mai, paroles Pierre Mac Orlan.
    - T'en fais pas mon amour, paroles Louis Ducreux.

  - Douze belles dans la peau, BAM[31] : 
    - Douze belles dans la peau, chanson écrite par Serge Gainsbourg[32],[Notes 2].
    - La Fin de l'amour, paroles Paul Fort et Hélène Martin, Jacques Lasry.
    - Les Garçons, paroles Yves Darriet.
    - La Marie qui rêve, paroles Albert Vidalie et Yves Darriet.
- 1960 :
  - La Comète, BAM[33] : 
    - La Comète, paroles de Paul Villaz.
    - Porteuse d'eau, paroles Anne Sylvestre.
    - Le Bal de Meudon, paroles Claude Aubry.
    - Les Chagrins d'amour, paroles Marcel Saint-Martin.
- 1961 :
  - La chanson pour Margot, BAM[34] : 
    - Chanson pour Margot, paroles de Jean Dréjac et Emil Stern.
    - Les Voyageurs, paroles Pierre Seghers et Hélène Martin.
    - À la Saint copain, paroles Jean-Max Rivière.
    - Cœur de poète, cœur d'artichaut, paroles Martin Trévières et Jacques Datin.

- 1962 :
  - La chanson de l'été, BAM[35] : 
    - La Chanson de l'été, paroles de Luc Bérimont et Michel Aubert.
    - 180 marins, paroles Jean-Max Rivière et Yánnis Spanós.
    - La rue Saint-Jean, paroles Pierre Seghers et Yánnis Spanós.
    - La Femme et le guerrier, paroles Jean-Max Rivière et Yánnis Spanós.
- 1965 : 
  - Chansons de galères, bagnes et prisons. Les Quatre Barbus, Barclay
  - Chansons du Sang Passé sur les Turpitudes et les Usages des Monarchies des Empires et des Républiques (avec Michel Bouquet)
    - 12 titres[36].
- 1966 : 
  - Vive la Sociale (chansons fouriéristes de Eugène Pottier), CDS
    - La Palisse Ratapoil
    - Quel Est Le Fou ?
    - Propagande Des Chansons
    - La Chine Et Les Chinois
    - Le Pré
    - Fringale
- 1969 : 
  - Chansons bêtes de Jean Anouilh, Arion, recueil de 9 chansons sur des compositions musicales d'André Grassi[37],[38],[Notes 3]
    - Le Chat curé[39]
    - La Vive[39]
    - Le Loup attendri[39]
    - La Jument[39]
    - La Mariée trop belle[39]
    - La Crevette[39]
    - La Fourmi et la cigale[39]
    - La Fille et le loup[39]
    - Le Bernard l'ermite[39]
- 1970 :
  - Chansons pour le Viet-Nam, parolier Jean Baumgarten, édité par la Tribune socialiste[40],[Notes 4].
    - Comme l'écrit l'AFP
    - Fille du Viet-Nam
    - Jim and John
    - L'assistance américaine
- 1981 :
  - La mer et les marins
- 1988 : 
  - La Résistance, ses chants et ses poètes. Liberté j'écris ton nom, Adès.
- 1989 :
  - La Révolution Française : chants et chansons des rues et des salons